# Set Up (Film)
Set Up ist ein Heist-Movie, bei welchem Mike Gunther Regie führte und dessen Drehbuch er zusammen mit Mike Behrman verfasste. Hauptdarsteller sind Bruce Willis, Ryan Phillippe und 50 Cent. Der Film wurde am 20. September 2011 in den USA direkt auf DVD und Blu-ray veröffentlicht.

## Handlung
Die drei sich schon seit ihrer Kindheit kennenden Freunde Sonny, Dave  und Vincent führen in Detroit, Michigan, einen ausgeklügelten Raubüberfall auf einen Diamantenkurier durch. Sie erbeuten dabei Diamanten im Wert von fünf Millionen Dollar. Vincent hintergeht allerdings seine beiden Freunde, um die Beute für sich haben zu können, und schießt auf sie. Während Dave ums Leben kommt, überlebt Sonny den Mordversuch, sinnt auf Rache und macht sich auf die Jagd nach Vincent und der Beute. Auch die ursprünglichen Eigentümer der Diamanten schicken einen Killer. Bei seiner Suche nach Vincent verbündet Sonny sich mit Jack Biggs, dem brutalsten Mafia-Paten der Stadt. Diesen betrügt Sonny allerdings auch um zwei Millionen Dollar, kann den Verdacht aber auf Vincent lenken. Zum Schluss bekommt er seine Rache und lässt der Witwe von Dave einen Teil der Beute zukommen.

## Synchronisation
| Darsteller                      | Rolle        | Sprecher             |
| ------------------------------- | ------------ | -------------------- |
| Bruce Willis                    | Jack Biggs   | Manfred Lehmann      |
| 50 Cent                         | Sonny        | Tobias Kluckert      |
| Ryan Phillippe                  | Vincent Long | Benedikt Weber       |
| James Remar                     | William Long | Jan Spitzer          |
| Brett Granstaff                 | Dave Hall    | Nicolas Böll         |
| Omar Dorsey                     | G Money      | Matti Klemm          |
| Will Yun Lee                    | Joey         | Dirk Stollberg       |
| Randy Couture                   | Petey        | Ingo Albrecht        |
| D.J. Howard                     | Priester     | Reinhard Scheunemann |
| Shaun Toub                      | Roth         | Hans-Jürgen Wolf     |
| Jay Karnes                      | Russell      | Frank Röth           |
| Rich Komenich                   | Saunders     | Kaspar Eichel        |
| Ron Turner                      | Tony         | Roland Hemmo         |
| Synchronfirma                   |              |                      |
| Think Global Media GmbH, Berlin |              |                      |
| Dialogregie                     |              |                      |
| Tatjana Kopp                    |              |                      |

## Produktion
Die Filmarbeiten begannen im November 2010 in Detroit, Michigan. Set Up ist der erste Film im Rahmen eines Vertrages der Produktionsfirmen Cheetah Vision und George Furlas Hedge Fund Film Partners.

## Veröffentlichung
Der Film wurde in Deutschland am 13. Januar 2012 auf DVD und Blu-ray Disc veröffentlicht. Free-TV-Premiere war am 25. August 2013 auf ProSieben.

## Kritik
Das Lexikon des internationalen Films bezeichnete den Film als einen „[k]onfektionierte[n] Actionfilm“. Die Rolle von Bruce Willis trage „kaum zur Entwicklung der Geschichte bei“ und sei deshalb nur unter dem Schlagwort „Publikumswirksamkeit“ zu bewerten.